# Akiyoshi Yoshida
Akiyoshi Yoshida (吉田 昭義 Yoshida Akiyoshi?,  nacido el 8 de septiembre de 1966 en Nagasaki) es un exfutbolista japonés que se desempeñaba como delantero.

## Trayectoria

### Clubes
| Club                 | País  | Año         |
| -------------------- | ----- | ----------- |
| Nagoya Grampus Eight | Japón | 1985 - 1994 |